# Karel Bělina
Karel Bělina (* 13. Januar 1947 in Kutná Hora, Tschechoslowakei) ist ein tschechischer Bergsteiger. Er hat rund 5000 Erstbegehungen in Tschechien erzielt. Er ist verheiratet und hat zwei Kinder.
Für sein jahrzehntelanges ehrenamtliches Engagement bei der Pflege (Reinigung, Reparatur, Herrichtung) der Felsen, Wege und Anlagen in Nordböhmen wurde er von der Region Aussig ausgezeichnet.
Im Jahre 1993 wirkte er an einem Dokumentarfilm über das Leben von Kletterern in Nordböhmen mit.

## Klettersteige

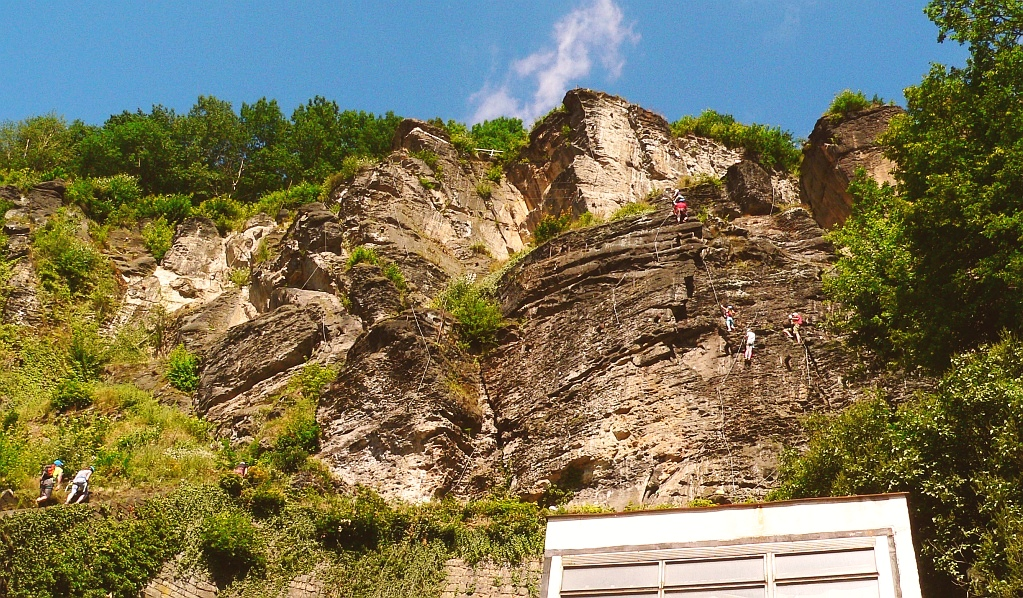
Ansicht des Klettersteigs an der Schäferwand

Karel Bělina hat eine Vielzahl von Klettersteigen in Nordböhmen errichtet. Die von ihm an der Schäferwand im Stadtgebiet von Děčín mit Unterstützung der Stadt gebaute Via Ferrata Pastýřská stěna wurde 2014 eröffnet. Es handelt sich um den meistbesuchten Klettersteig Tschechiens. Dieser verfügt über 16 verschiedene Routen der Schwierigkeitsstufen C bis E und geht in seiner Bekanntheit weit über die Grenzen Tschechiens hinaus.
Weitere von ihm errichtete Klettersteige sind:
| Klettersteig                    | Ort             |
| ------------------------------- | --------------- |
| Via Ferrata Luzická Spojka      | Podlešín        |
| Via Ferrata Poustevna           | Mírkov          |
| Via Ferrata Vrabinec (abgebaut) | Těchlovice      |
| Via Ferrata Kavárnička          | Srbská Kamenice |
| Via Ferrata Slánská hora        | Slaný           |
| Lezení na Ferrate               | Povrly          |